# Arctop
L'arctop (Arctops willistoni) és una espècie extinta de sinàpsid de la família dels gorgonòpids que visqué durant el Permià superior en allò que avui en dia és Sud-àfrica. Anteriorment es reconeixien altres espècies del gènere Arctops, però el 2017 foren sinonimitzades amb A. willistoni. El seu musell forma un pendent descendent que presenta una corba a la vora anterior de l'os prefrontal, caràcter que no es dona en cap altre gorgonop excepte Scylacognathus.